# Schumannianthus monophyllus
Schumannianthus monophyllus är en strimbladsväxtart som beskrevs av Suksathan, Borchs. och Axel Dalberg Poulsen. Schumannianthus monophyllus ingår i släktet Schumannianthus och familjen strimbladsväxter. Inga underarter finns listade.